# Nanhermannia angulata
Nanhermannia angulata är en kvalsterart som beskrevs av K. Fujikawa 2003. Nanhermannia angulata ingår i släktet Nanhermannia och familjen Nanhermanniidae. Inga underarter finns listade i Catalogue of Life.